# Личфийлд
Вижте пояснителната страница за други значения на Личфийлд.
Личфийлд (на английски: Lichfield) е град в Централна Англия, графство Стафордшър. Той е административен и стопански център на едноименната община Личфийлд. Намира се на 20 km северно от Бирмингам. Населението му е около 28 000 души (2001).

## Известни личности
Родени в Личфийлд
- Илайъс Ашмол (1617 – 1692), антиквар
- Самюел Джонсън (1709 – 1784), писател

Починали в Личфийлд
- Джордж Селуин (1809 – 1878), духовник